# Thoux
Thoux település Franciaországban, Gers megyében. Lakosainak száma 261 fő (2022. január 1.). Thoux Saint-Cricq, Encausse, Monbrun, Roquelaure-Saint-Aubin, Saint-Germier és Sirac községekkel határos.

## Népesség
A település népessége az elmúlt években az alábbi módon változott:
| Lakosok száma | 99   | 109  | 136  | 193  | 238  | 244  | 253  | 260  | 259  | 261  |
|               | 1968 | 1982 | 1990 | 2006 | 2013 | 2015 | 2017 | 2019 | 2020 | 2022 |